# Le Couteau sous la gorge (film, 1986)
Pour plus de détails, voir Fiche technique et Distribution.
Le Couteau sous la gorge est un film à suspense français écrit et réalisé par Claude Mulot, sorti en 1986.

## Synopsis
Mannequins, Catherine et Florence posent pour des photos sexy. Un travail sans histoire jusqu'au jour où Catherine se sent suivie et épiée. Alors que la police refuse de la croire lorsqu'elle raconte son viol, son employeuse Valérie vient la récupérer. Une nuit, le petit groupe va faire des photos dans un cimetière avec l'autorisation du conservateur qui ne se doutait pas du genre de photos.  Ulcéré, il étrangle, dès le lendemain, une jeune femme très séduisante et se jette sous un camion. Lorsque Catherine et Florence reviennent d'un séjour aux États-Unis, l'atmosphère est tendue. Harcelée par des appels anonymes, tous ses proches pensent qu'elle délire. Très vite, l'entourage de Catherine est décimé par un mystérieux tueur. Paniquée, Catherine trouve refuge chez son voisin, Nicolas...

## Fiche technique
- Titre : Le Couteau sous la gorge
- Réalisation et scénario : Claude Mulot
- Montage : Michel Valio
- Musique : Alain Guélis
- Photographie : Bruno Affret
- Production : Dominique Saimbourg
- Sociétés de production : Japhila Production
- Société de distribution : Élysée Films
- Pays de production :  France
- Langue originale : français
- Format : couleur
- Genre : thriller
- Durée : 85 minutes
- Date de sortie :
  - France : 18 juin 1986

## Distribution
- Florence Guérin : Catherine Legrand
- Alexandre Sterling : Nicolas Béraud
- Brigitte Lahaie : Valérie Landis
- Natasha Delange : Florence Guerland
- Jean-Pierre Maurin : J.B.
- Pierre Londiche : Victor
- Francis Lemonnier : le commissaire Durieu
- Emmanuel Karsen : Ludovic
- Malvina Germain
- Caroline Fabre
- Gérard Dubois
- Sylvie Lotti
- Marco Fabio
- Raphael Gozalbo